# Katie Holmes
Kate Noelle Holmes (Toledo, Ohio, 1978. december 18. –) amerikai színésznő, filmproducer.
Első filmszerepét Ang Lee Jégvihar című rendezésében kapta, majd feltűnt a Bosszúból jeles (1999), a Wonder Boys – Pokoli hétvége (2000), a Rossz álmok (2000), az Elhagyatva (2002), A fülke (2003), Az éneklő detektív (2003), a Batman: Kezdődik! (2005), a Köszönjük, hogy rágyújtott! (2005), a Van az a pénz, ami megbolondít (2008), a Ne félj a sötéttől! (2010), a Jack és Jill (2011), a Hölgy aranyban (2015) és a Logan Lucky – A tuti balhé (2017) című filmekben.
Rendezőként 2016-ban debütált Az élet anyuval című filmdrámával, melyben főszerepet is játszott.
Televíziós színésznőként a Dawson és a haverok című ifjúsági sorozattal vált ismertté, 1998 és 2003 között Joey Pottert alakította. A Kennedy család (2011) és a A Kennedy család: Camelot után (2017) című minisorozatokban Jacqueline Kennedyt formálta meg.
2006-tól 2012-ig tartó viharos házassága Tom Cruise színésszel a bulvársajtó kedvelt témája volt.

## Fiatalkora és családja
Négy testvére van, közülük ő a legfiatalabb. Szigorú katolikus nevelést kapott, szülei orvosnak szánták, de ő modell akart lenni. Ezért 14 éves korában beiratkozott egy modellképző iskolába, ahol a modellkedés mellett színészetet is tanult. 

## Pályafutása
1996-ban Margaret O'Brien figyelt fel tehetségére, a következő évben már Sigourney Weaverrel és Kevin Kline-nal játszott a Jégvihar című filmben.
Az igazi áttörést a Dawson és a haverok című sorozat Josephine Potterje jelentette számára.

## Magánélete
2000-ben megismerkedett Chris Kleinnel, 2003-ban Chris eljegyezte Katie-t, majd 2005-ben szakítottak. 
Nem sokkal a szakítás után találkozott Tom Cruise-zal, akivel pár hónap múlva eljegyezték egymást az Eiffel-torony tetején. Katie ekkor volt pályája csúcsán, hiszen megkapta a Batman: Kezdődik! és a Köszönjük, hogy rágyújtott! című film főszerepét is.
2006 áprilisában megszületett közös lányuk Suri Cruise, majd novemberben házasodtak össze Tommal Olaszországban. Karrierjében ez egy kisebbfajta visszaesést jelentett. 2008-tól kezdett újra játszani, a Van az a pénz, ami megbolondít című filmben. A színésznő ezalatt a pár év alatt teljesen megváltozottː elvesztette ugyan kislányos báját, de komoly nővé érett Tom Cruise mellett és hatására.[forrás?] Bizonyos források szerint Tom elnyomja Katie-t és nem engedi érvényesülni.
2012 júniusában beadta a válókeresetet Tom ellen, gyermekelhelyezést is kérve, mivel az apa a kislányukat szcientológus iskolahajóra akarja küldeni, több évre.

## Filmográfia

### Film

#### Rendező, író és producer
| Év   | Magyar cím         | Eredeti cím       | Feladatkör | Feladatkör | Feladatkör |
| Év   | Magyar cím         | Eredeti cím       | Rendező    | Író        | Producer   |
| ---- | ------------------ | ----------------- | ---------- | ---------- | ---------- |
| 2010 | Romantikus lelkek  | The Romantics     | Nem        | Nem        | Vezető     |
| 2015 |                    | Touched with Fire | Nem        | Nem        | Koproducer |
| 2016 | Az élet anyuval    | All We Had        | Igen       | Nem        | Igen       |
| 2022 | Egyedül, kettesben | Alone Together    | Igen       | Igen       | Igen       |
| 2023 | Ritkaságok         | Rare Objects      | Igen       | Igen       | Igen       |

#### Színész
| Év   | Magyar cím                       | Eredeti cím                           | Szerep                           | Magyar hang         |
| ---- | -------------------------------- | ------------------------------------- | -------------------------------- | ------------------- |
| 1997 | Jégvihar                         | The Ice Storm                         | Libbets Casey                    | Molnár Ilona        |
| 1998 | Kísérleti patkányok              | Disturbing Behavior                   | Rachel Wagner                    | Kiss Virág Magdolna |
| 1999 | Nyomás!                          | Go                                    | Claire Montgomery                | Zsigmond Tamara     |
| 1999 | Bosszúból jeles                  | Teaching Mrs. Tingle                  | Leigh Ann Watson                 | Szénási Kata        |
| 2000 | Wonder Boys – Pokoli hétvége     | Wonder Boys                           | Hannah Green                     | Haumann Petra       |
| 2000 | Rossz álmok                      | The Gift                              | Jessica King                     | Haffner Anikó       |
| 2002 | Elhagyatva                       | Abandon                               | Katie Burke                      | Nemes Takách Kata   |
| 2003 | A fülke                          | Phone Booth                           | Pamela McFadden                  | Balsai Móni         |
| 2003 | Az éneklő detektív               | The Singing Detective                 | Mills nővér                      | Szabó Gertrúd       |
| 2003 | Hálaadás                         | Pieces of April                       | April Burns                      | Bogdányi Titanilla  |
| 2004 | Fejjel a bajnak                  | First Daughter                        | Samantha Mackenzie               | Zsigmond Tamara     |
| 2005 | Batman: Kezdődik!                | Batman Begins                         | Rachel Dawes                     | Zsigmond Tamara     |
| 2005 | Köszönjük, hogy rágyújtott!      | Thank You for Smoking                 | Heather Holloway                 | Zsigmond Tamara     |
| 2008 | Van az a pénz, ami megbolondít   | Mad Money                             | Jackie Truman                    | Nagy-Németh Borbála |
| 2010 | Pót-pasi                         | The Extra Man                         | Mary Powell                      | Zsigmond Tamara     |
| 2010 | Romantikus lelkek                | The Romantics                         | Laura Rosen                      | Solecki Janka       |
| 2010 | Ne félj a sötéttől!              | Don't Be Afraid of the Dark           | Kim                              | Farkasházi Réka     |
| 2011 | Senki fia                        | The Son of No One                     | Kerry White                      | Bogdányi Titanilla  |
| 2011 | Jack és Jill                     | Jack & Jill                           | Erin Sadelstein                  | Zsigmond Tamara     |
| 2014 | Éjjelek és nappalok              | Days and Nights                       | Alex                             | Bogdányi Titanilla  |
| 2014 |                                  | Miss Meadows                          | Miss Meadows                     |                     |
| 2014 | Az emlékek őre                   | The Giver                             | Jonas anyja                      | Zsigmond Tamara     |
| 2015 | Hölgy aranyban                   | Woman in Gold                         | Pam                              | Roatis Andrea       |
| 2015 |                                  | Touched with Fire                     | Carla                            |                     |
| 2015 | Csocsó-sztori                    | Underdogs                             | Laura felnőttként (angol hangja) | Pálmai Anna         |
| 2016 | Az élet anyuval                  | All We Had                            | Rita Carmichael                  |                     |
| 2017 | A nagy esemény                   | A Happening of Monumental Proportions | mentős                           |                     |
| 2017 | Logan Lucky – A tuti balhé       | Logan Lucky                           | Bobbie Jo Logan Chapman          | Solecki Janka       |
| 2018 |                                  | Dear Dictator                         | Darlene Mills                    |                     |
| 2018 | Ocean’s 8 – Az évszázad átverése | Ocean's 8                             | önmaga (cameo)                   |                     |
| 2019 |                                  | Coda                                  | Helen Morrison                   |                     |
| 2020 | Brahms: A fiú 2.                 | Brahms: The Boy II                    | Liza                             | Zsigmond Tamara     |
| 2020 | A titok – Merj álmodni           | The Secret: Dare to Dream             | Miranda Wells                    |                     |
| 2022 | Egyedül, kettesben               | Alone Together                        | June                             | Zsigmond Tamara     |
| 2023 | Ritkaságok                       | Rare Objects                          | Diana Van Der Laar               | Zsigmond Tamara     |

### Televízió
| Év        | Magyar cím                     | Eredeti cím                 | Szerep                           | Megjegyzések                                                              |
| --------- | ------------------------------ | --------------------------- | -------------------------------- | ------------------------------------------------------------------------- |
| 1998–2003 | Dawson és a haverok            | Dawson's Creek              | Joey Potter                      | - főszereplő (128 epizód) - magyar hangja: - Zsigmond Tamara              |
| 2001      | Saturday Night Live            | Saturday Night Live         | önmaga (házigazda)               | 1 epizód                                                                  |
| 2008      | Eli Stone                      | Eli Stone                   | Grace                            | 1 epizód                                                                  |
| 2011      | A Kennedy család               | The Kennedys                | Jacqueline Kennedy               | - főszereplő (8 epizód) - magyar hangja: - Németh Borbála                 |
| 2011–2013 | Így jártam anyátokkal          | How I Met Your Mother       | Lotyós Tök (Naomi)               | 2 epizód                                                                  |
| 2015      | Ray Donovan                    | Ray Donovan                 | Paige Finney                     | visszatérő szereplő (11 epizód)                                           |
| 2017      | A Kennedy család: Camelot után | The Kennedys: After Camelot | Jacqueline Onassis               | - főszereplő (4 epizód) - vezető producer (4 epizód) - rendező (1 epizód) |
| 2018      | Robotcsirke                    | Robot Chicken               | Anna Mary Jones/Dee Dee (hangja) | 1 epizód                                                                  |

## Fordítás
- Ez a szócikk részben vagy egészben  a   Katie Holmes című angol Wikipédia-szócikk ezen változatának fordításán alapul.  Az eredeti cikk szerkesztőit annak laptörténete sorolja fel. Ez a jelzés csupán a megfogalmazás eredetét és a szerzői jogokat jelzi, nem szolgál a cikkben szereplő információk forrásmegjelöléseként.